# Medida de Lebesgue
Em matemática, a medida de Lebesgue é a generalização padrão do conceitos de comprimento na reta, área no plano e volume no espaço. A medida de Lebesgue está definida para uma ampla família de subconjuntos do {\displaystyle \mathbb {R} ^{n}\,}. Esta família é na realidade uma sigma-álgebra e contém os conjuntos abertos e conjuntos fechados.

## Nomenclatura e propriedades
A medida de Lebesgue em {\displaystyle \mathbb {R} ^{n}\,} é uma função {\displaystyle \mu :{\mathfrak {L}}(\mathbb {R} ^{n})\to \mathbb {R} ^{+}}. A família {\displaystyle {\mathfrak {L}}(\mathbb {R} ^{n})\,} é compostas por subconjuntos de {\displaystyle \mathbb {R} ^{n}} que são chamados de conjuntos mensuráveis à Lebesgue ou conjuntos Lebesgue mensuráveis. Possui as seguintes propriedades:
- Seja {\displaystyle I=[a_{1},b_{1}]\times [a_{2},b_{2}]\times \ldots \times [a_{n},b_{n}],~~a_{i}\leq b_{i}\,}, então {\displaystyle I\in {\mathfrak {L}}(\mathbb {R} ^{n})\,} e:

{\displaystyle \mu (I)=(b_{1}-a_{1})\cdot (b_{2}-a_{2})\ldots (b_{n}-a_{n})\,}
- Em especial:

{\displaystyle \mu (\emptyset )=0\,}
- Se {\displaystyle E_{j}\in {\mathfrak {L}}(\mathbb {R} ^{n})\,} então {\displaystyle \bigcup _{j=1}^{\infty }E_{j}\in {\mathfrak {L}}(\mathbb {R} ^{n})\,} e, ainda:

{\displaystyle \mu \left(\bigcup _{j=1}^{\infty }E_{j}\right)\leq \sum _{j=1}^{\infty }\mu (E_{j})}, onde a igualdade ocorre se os conjuntos {\displaystyle E_{j}\,} forem disjuntos dois a dois.
- Se {\displaystyle E_{j}\in {\mathfrak {L}}(\mathbb {R} ^{n})\,} então {\displaystyle \bigcap _{j=1}^{\infty }E_{j}\in {\mathfrak {L}}(\mathbb {R} ^{n})\,}.
- Se {\displaystyle A\subseteq B\,} e {\displaystyle \mu (B)=0\,} então {\displaystyle A\,} é mensurável e tem medida zero.
- É invariante por translação, ou seja, se {\displaystyle A\,} é mensurável e {\displaystyle A_{\lambda }\,} é definido como {\displaystyle A_{\lambda }=\{x+\lambda :x\in A\}\,} então {\displaystyle A_{\lambda }\,} é mensurável e :

{\displaystyle \mu (A)=\mu (A_{\lambda })\,}
- Se {\displaystyle A\,} é mensurável e {\displaystyle T:\mathbb {R} ^{n}\to \mathbb {R} ^{n}\,} é uma transformação linear, então {\displaystyle TA:=\{Tx:x\in A\}\,} é mensurável e:

{\displaystyle \mu (TA)=|T|\mu (A)\,}, onde {\displaystyle |T|\,} é o determinante da transformação.